# Selim I
Selim I (Amásia, 1470 - Çorlu, 22 de Setembro de 1520) foi sultão e o primeiro califa do Império Otomano de 1512 a 1520. Filho de Bajazeto II. Disputou com os irmãos a sucessão do império Otomano. Acabou saindo vitorioso.

A proclamação do califado veio após a derrota dos mamelucos na região da Síria, da Península do Sinai e as cidades sagradas de Meca e Medina. Numa jogada oportuna para unir a legitimação com o poder politico para Istambul.